# Васил Сейреков
Васил Янакиев Сейреков е български офицер, полковник и кмет на Стара Загора в два различни мандата.

## Биография
Роден е 15 октомври 1875 г. в град Шумен. Първоначално учи в гимназия в Търново, а след това и във Военното училище (1899). Служи в осми резервен полк и дванадесети пехотен балкански полк. Като офицер участва в Балканската, Междусъюзническата и Първата световна война. Уволнен е на 7 декември 1920 г. Племенник е на Васил Друмев, единия от министър-председателите на България. Умира през 1944 г. в Стара Загора.

## Военни звания
- Подпоручик (1899)
- Поручик (1903)
- Капитан (31 декември 1906)
- Майор (14 юли 1913)
- Подполковник (16 март 1917)
- Полковник (5 април 1920)